# Luciobarbus steindachneri
Luciobarbus steindachneri és una espècie de peix cipriniforme de la família dels ciprínids que es troba a la península Ibèrica: Portugal i rius Guadiana i Tajo.